# Myopias ruthae
Myopias ruthae é uma espécie de formiga do gênero Myopias, pertencente à subfamília Ponerinae.